# Álarcos kardinális
Az álarcos kardinális (Paroaria nigrogenis) a madarak osztályának verébalakúak (Passeriformes) rendjébe és a tangarafélék (Thraupidae) családjába tartozó faj.
Magyar neve forrással, nincs megerősítve.

## Rendszerezése
A fajt Frédéric de Lafresnaye francia ornitológus írta le 1846-ban, a Nemosia nembe Nemosia nigro-genis néven. Szerepelt mint a vörössapkás kardinális (Paroaria gularis) alfaja Paroaria gularis nigrogenis néven is. 

## Előfordulása
Dél-Amerika északi részén, Kolumbia, Trinidad és Tobago, valamint Venezuela területén honos. Természetes élőhelyei a szubtrópusi és trópusi mocsári erdők, mangroveerdők és szavannák. Állandó, nem vonuló faj.

## Megjelenése
Testhossza 16 centiméter.

## Természetvédelmi helyzete
Az elterjedési területe nagyon nagy, egyedszáma pedig stabil. A Természetvédelmi Világszövetség Vörös listáján nem fenyegetett fajként szerepel.